# میدان نفتی منصورآباد
میدان نفتی منصورآباد از میدان‌های نفتی ایران است، که در استان خوزستان و در فاصله ۱۰ کیلومتری از شمال شرقی شهرستان بهبهان قرار دارد. این میدان در سال ۱۳۸۰ توسط شرکت ملی نفت ایران کشف شد و توسط شرکت ملی مناطق نفت‌خیز جنوب توسعه پیدا کرد. تولید از مخزن آسماری میدان منصورآباد از سال ۱۳۸۶ آغاز گردید و مخزن بنگستان این میدان نیز از سال ۱۳۹۴ وارد مدار تولید شد. هم‌اکنون ظرفیت تولید نفت خام میدان منصورآباد معادل ۱۰ هزار بشکه در روز می‌باشد.
ذخیره درجای نفت خام میدان منصورآباد در حدود ۳ میلیارد و ۷۰۰ میلیون بشکه برآورد می‌شود. این میدان از میادین تحت مدیریت شرکت ملی مناطق نفت‌خیز جنوب می‌باشد، که عملیات تولید از آن، توسط شرکت بهره‌برداری نفت و گاز گچساران انجام می‌گیرد.